# Синицына, Ирина Евгеньевна
Ири́на Евге́ньевна Сини́цына (род. 9 мая 1953, Алатырь, Чувашская АССР, РСФСР, СССР) — советский российский инженер-строитель, доктор технических наук (1993), профессор, Заслуженный работник народного образования Удмуртской Республики, ректор Уральского международного инженерного университета (с 1995).

## Биография
Родилась 9 мая 1953 года, в городе Алатырь, Чувашская АССР.
В 1975 году окончила Казанский инженерно-строительный институт. В том же году начала работать в проектном институте «Удмуртсельпроект» в городе Ижевск (Удмуртская АССР).
В 1981 году приступила к преподавательской деятельности в Ижевском механическом институте, где стала доцентом кафедры «Гидравлика и теплотехника». В 1990 году защитила в Перми (ИМСС) кандидатскую диссертацию «Исследование обтекания воздушным потоком поверхности с широким спектром шероховатостей». В 1993 году успешно защитила диссертацию на тему «Моделирование ветрового потока и переноса загрязняющих примесей с целью прогнозирования экологической обстановки на селитебных территориях» на соискание учёной степени доктора технических наук. Была избрана профессором.
В 1995 году Ирина Синицына стала ректором негосударственного Высшего гуманитарно-инженерного колледжа «Аэромех», преобразованного в 1997 году в Уральский международный инженерный университет.
Её сфера научных интересов лежали в области практических инженерных задач, представляющих интерес для экологии и природопользования. Разработала новые модели и конструкции приборов для решения задач инженерной экологии. Синицына провела новые эксперименты по исследованию закономерностей обтекания ветром зданий и сооружений, которые позволили принять правильные архитектурно-планировочные решения с целью улучшения микроклимата городских районов на стадии проектирования.
Написала более 70 публикаций, в том числе монографии. Является действительным членом Международной инженерной академии, Российской инженерной академии, Нью-Йоркской академии наук. Избрана главным учёным секретарём и вице-президентом Инженерной академии Удмуртской Республики.
Ирина Синицына удостоена почётного звания «Заслуженный работник народного образования Удмуртской Республики».
Замужем, имеет дочь. Увлекается музыкой и лыжами.